# 関千里
関千里（せき ちさと、7月22日 - ）は、作家。
主にサンリオのキャラクターであるシナモロール関係の作品のストーリーを担当している。

## 主な作品

### 絵本
挿絵はマルク・ブタヴァン。
- シナモンと南の島のこどもたち
- シナモンとまいごのこいぬ
- シナモンとちいさな木

### 漫画
- ふわふわ♥シナモン（漫画：つきりのゆみ）

### 映画
- シナモン the Movie(原案)